# Hyposoter carbonarius
Hyposoter carbonarius là một loài tò vò trong họ Ichneumonidae.